# 자유낙하 시간
자유낙하 시간(自由落下時間, free-fall time)은 어떤 체(體)가 다른 외력의 영향 없이 그 자체 중력으로 인해 내부로 붕괴될 때 걸리는 시간이다. 즉슨 항성 형성에서부터 일진, 초신성폭발에 이르기까지 중력이 중요한 역할을 수행하는 천체물리학적 과정에 있어 근본적 역할을 하는 시간 척도이다. 기호는 {\displaystyle t_{ff}}이다.

## 유도

### 점중력원으로의 붕괴
자유낙하 시간은 케플러 제3법칙을 퇴화 타원 궤도에 적용시키는 것만으로 별 무리 없이 유도해낼 수 있다. 어떤 점질량원 {\displaystyle M}에서 거리 {\displaystyle R}만큼 떨어진 점질량 {\displaystyle m}을 가정해 보자. {\displaystyle m}은 {\displaystyle M}을 향해 내부로 빠르개 떨어져 내린다. 이때 케플러 제3법칙은 타원궤도의 장반경에만 유관계하고 이심률과는 독립적이다. 완전한 방사 궤적은 이심률이 1이고 장반경이 {\displaystyle R/2}인 퇴화 타원의 예시이다. 고로 질량이 내부로 떨어져 내리고, 한 바퀴 돌아서, 원래 위치로 돌아오는 데 걸리는 시간은 반경 {\displaystyle R/2}인 원형 궤도의 주기와 같다.
{\displaystyle t_{orbit}={\frac {2\pi }{\sqrt {G(M+m)}}}\left({\frac {R}{2}}\right)^{3/2}={\frac {\pi R^{3/2}}{\sqrt {2G(M+m)}}}.}
장반경이 {\displaystyle R/2}임을 확인하기 위해, 타원율이 점점 커지는 궤도의 성질을 검토해야 한다. 케플러 제1법칙은 궤도란 질량 중심을 한 초점으로 하는 타원임을 기술하고 있다. 매우 작은 질량이 매우 큰 질량 {\displaystyle M}을 향해 떨어질 때, 전체 질량 중심은 큰 질량의 내부에 존재한다. 타원의 초점은 타원율이 증가함에 따라 점점 더 중심을 벗어난다. 퇴화 타원의 이심률이 1인 극단적인 경우, 그 궤도는 내부로 붕괴하는 천체의 원래 위치({\displaystyle R})에서 시작해 점질량원 {\displaystyle M}을 향하게 된다. 다시 말해 궤도가 길이 {\displaystyle R}의 직선이 되어 버리는 것이다. 장반경은 타원의 장축의 절반 길이이므로, 이때 장반경 길이는 {\displaystyle R/2}가 된다.
자유낙하 하는 체가 궤도를 한 바퀴 돌 수 있다면, 그 체는 점질량원 {\displaystyle M}에서 거리 {\displaystyle R} 떨어진 곳에서부터 점질량원에 도달할 때까지 떨어지다가 방향을 틀어 원래 위치로 돌아갈 것이다. 하지만 실제 세계에서 점질량원은 완전한 점이 아니며 떨어지던 체는 어떤 표면에 충돌하게 될 것이다. 고로 궤도는 절반만 돌게 된다. 헌데 내부로 떨어지는 방향의 궤도 부분은 가상의 외부로 나가는 방향의 궤도 부분과 대칭이므로, 전체 궤도 주기를 그냥 2로 나누기만 하면 자유낙하 시간(내부로 떨어지는 방향의 궤도 부분을 주행하는 데 걸리는 시간)을 구할 수 있다.
{\displaystyle t_{ff}=t_{orbit}/2={\frac {\pi }{2}}{\frac {R^{3/2}}{\sqrt {2G(M+m)}}}}
또한 이 식은 위치에 대한 함수로 나타낸 시간식에서도 이끌어낼 수 있다.

### 구형으로 대칭 분포한 질량의 붕괴
이제 질량 {\displaystyle M}이 점이 아니고, 그 점을 중심으로 하는 구형 부피 속에 대칭적으로 분포하는 경우를 생각해 보자. 분포한 질량의 평균 밀도는 {\displaystyle \rho }이다.
{\displaystyle \rho ={\frac {3M}{4\pi R^{3}}}} ,
이때 구의 부피는 {\displaystyle {(4/3)\pi R^{3}}.}
이 계에 작용하는 힘은 중력이 유일함을 가정하자. 구의 중심에서 거리 {\displaystyle R} 떨어진 지점에서의 중력 가속도는 발산정리에 따라 거리 {\displaystyle R} 이내에 들어 있는 질량에 대해서만 유관계하다. 그 결과 거리 {\displaystyle R}에 위치한 질량 없는 입자의 자유낙하 시간은 그 거리보다 짧은 범위 안에 들어있는 총 질량 {\displaystyle M}에 관한 식으로 표현할 수 있다. 그 질량의 평균 밀도에 대한 식으로 나타내면,
{\displaystyle t_{ff}={\frac {1}{4}}{\sqrt {\frac {3\pi }{2G\rho }}}\simeq 0.5427{\frac {1}{\sqrt {G\rho }}}\simeq 66430\,{\rm {s}}{\frac {1}{\sqrt {\rho }}}}
이때 마지막은 SI 단위계이다.
이 결과는 상기 단락의 식에서 {\displaystyle M\gg m}이었을 때와 정확히 같다.

## 응용
자유낙하 시간은 다양한 천체물리학적 과정에 적용할 수 있는 적절한 시간 척도이다. 자유낙하 시간을 다음과 같이 달리 쓰면,
{\displaystyle t_{ff}\simeq {\frac {35\,{\mbox{min}}}{\sqrt {\rho }}}\cdot {\sqrt {\frac {\mbox{g}}{{\mbox{cm}}^{3}}}}.}
여기서 평균 밀도가 1 g/cm3 인 체의 자유낙하 시간은 대충 35분 정도라는 수치값을 얻을 수 있다.

## 참고 자료
- Galactic dynamics Binney, James; Tremaine, Scott. Princeton University Press, 1987.